# Liberty Ross
Pour les articles homonymes, voir Ross.
Liberty Ross, de son nom complet Liberty Ross Lettice Lark, née en 1978 à Londres, Angleterre, est un mannequin de mode britannique.

## Biographie
Dans son enfance, elle vit à Los Angeles et rentre en Grande-Bretagne en 1984, quand le club de son père, Ian Ross, est fermé par la police. Elle fait sa première apparition en 1985, à l'âge de 7 ans. Elle est découverte par la photographe de mode Corinne Day qui a également découvert Kate Moss. À 9 ans, elle pose pour la couverture d'un album de Ozzy Osbourne, No Rest for the Wicked,. Liberty déclare plus tard qu'elle « devait être l'enfant mariée à côté de lui. Sa main tremblait violemment et il était couvert de sueur ». Elle devient plus tard présentatrice télé pour une station japonaise appelée Okey Dokey channel.
Liberty a participé dans de nombreuses publicités, couvertures de magazines et défilés de mode. Elle remporte le prix prestigieux Elle en 2000. Elle fait aussi la couverture du magazine Vogue en 2000. En 2004, elle était l'égérie de Dior, pour le parfum Dior Addict de 2002 à 2004.
Emmanuel Ungaro a utilisé l'image de Liberty Ross pour son parfum Desnuda. Elle a également été le visage de Guerlain cosmetiques. Son succès dans la mode la place en 2005 au 8e rang sur la liste des modèles les mieux payés. Elle est mariée depuis 2003 à son ami de longue date Rupert Saunders, réalisateur de publicités et de films : de leur union est née leur fille Skyla et leur fils Tennyson.
En 2012, elle tourne dans le film Blanche-Neige et le Chasseur (titre original : Snow White and the Huntsman), réalisé par Rupert Sanders, aux côtés de Kristen Stewart et Charlize Theron notamment : elle y joue le rôle de la mère de Blanche Neige. À la suite de l'infidélité de son mari durant le tournage avec Kristen Stewart, Liberty Ross a demandé le divorce en 2013. Elle est maintenant en couple avec Jimmy Iovine, un producteur de musique.